# Internet Society
Internet Society (ISOC) è un'organizzazione internazionale di diritto americano per la promozione dell'utilizzo e dell'accesso a Internet.
Creata dai pionieri di Internet, la sua missione è quella di "promuovere lo sviluppo aperto, l'evoluzione e l'uso di Internet per il bene della popolazione di tutto il mondo".

## Storia
ISOC è stata fondata ufficialmente nel 1992, con lo stato di organizzazione culturale non-profit, con l'idea di offrire una struttura organizzata che supportasse la definizione degli standard Internet.
Infatti, molte delle strutture che fanno funzionare Internet, come è il caso della Internet Engineering Task Force (IETF), erano (e sono ancora) molto informali, dal punto di vista legale, e si sentiva la necessità di avere un ente che offrisse una struttura organizzata e il supporto finanziario.
Al pari di moltissime altri gruppi attivi in Internet, la crescita e l'evoluzione di ISOC sono state così rapide da non permettere di capire esattamente i confini del ruolo di ISOC. Da un lato, ISOC è quindi la società a cui fa capo IETF e per questo il copyright delle RFC di IETF, che tra l'altro comprendono i documenti che stabiliscono gli "Internet Standard", appartiene a ISOC (tali documento sono comunque disponibili per chiunque senza limitazioni); dall'altro lato, ISOC è nata da IETF per supportare le azioni che richiedono un'organizzazione invece dell'approccio pragmatico e informale tipico di IETF.

## ISOC oggi
ISOC ha due sedi principali, che lavorano congiuntamente, situate una in Virginia e l'altra a Ginevra.
La società sponsorizza la conferenza annuale INET e finanzia varie pubblicazioni e seminari.
Attualmente le attività di ISOC si esplicano attraverso l'Internet Engineering Task Force (IETF) l'Internet Architecture Board (IAB). Alcune compiti comuni ai due gruppi vengono espletate congiuntamente attraverso il Segretariato.
ISOC è uno dei soci del Public Interest Registry, società che amministra il dominio di primo livello .org.

## Ichapter
Accanto a Internet Society si sono sviluppate delle sezioni locali (chapter) - di solito a livello nazionale, ma a volte anche legate ad aree metropolitane - che, seppur indipendenti, si riconoscono nei principi di ISOC e agiscono a livello locale:
- ISOC-AM - Armenia
- ISOC-AU - Australia
- ISOC Belgium vzw - Belgio
- ISOC-Bulgaria - Bulgaria
- ISOC-CAT - Catalogna
- ISOC-EC - Ecuador
- ISOC-GAL - Galizia (Spagna)
- Società Internet - Italia
- IAjapan - Giappone
- ISOC-Los Angeles Archiviato il 25 gennaio 2021 in Internet Archive. - Los Angeles (USA)
- ISOC Luxembourg Archiviato il 1º marzo 2012 in Internet Archive. - Lussemburgo
- ISOC-MU - Mauritius
- MISOC Archiviato il 6 febbraio 2013 in Internet Archive. - Marocco
- ISOC-NY - New York, area metropolitana (USA)
- PICISOC - Isole del Pacifico
- ISOC Polska - Polonia
- ISOC Québec - Québec (Canada)
- ISOC-ZA - Sud Africa
- ISOC-ES - Spagna
- ISOC-SE - Svezia
- ISOC Wallonie - Vallonia (Belgio)
- ISOC European Chapters Coordination Council - Barcellona (Europa)